# Mészáros Miklós (geológus)
Mészáros Miklós (Kolozsvár, 1927. szeptember 12. – Kolozsvár, 2000. augusztus 22.) erdélyi magyar geológus, földtudományi szakíró, egyetemi tanár.

## Életútja
Középiskolai tanulmányait szülővárosa Piarista Főgimnáziumában kezdte, elvégezte az Állami Tanítóképzőt és különbözeti vizsgákkal az Unitárius Gimnáziumban érettségizett (1946). A Bolyai Tudományegyetemen geológia-földrajz szakos diplomát szerzett (1950); gyakornoki, majd tanársegédi beosztásban itt kezdte pályáját. Egyben tanár a Brassai Sámuel Líceumban, melynek egy éven át igazgatója is. Réteg- és őslénytani disszertációját orosz nyelven a leningrádi Zsdanov Állami Egyetemen védte meg; a földtudományok doktora (1954). Hazatérve előadó tanár a Bolyai Tudományegyetemen és az egyesített Babeș–Bolyai Tudományegyetemen, a földtan-földrajz kar prodékánja (1964–72), tanszékvezető tanára (1972–76); egyetemi tanár. A Romániai Földtani Társaság alelnöke.

## Munkássága
Első írása oroszul Leningrádban jelent meg (1954). Tudományos érdeklődési köre a történeti geológia, tektonika és rétegtan. A hazai nannoplankton, vagyis puhatestű fauna kutatás kezdeményezője, a Nemzetközi Nannoplankton Egyesület alapító tagja. 130 tudományos dolgozata jelent meg romániai szakfolyóiratokban főleg románul, 36 pedig külföldön angol, német, orosz, szlovák, francia, magyar nyelven. Őshüllők a tetőfedő palában című írását a Természet Világa (Budapest, 1990/9), egy francia tanulmányát gyalui eocén leletekről a Bulletin de la Société Géologique Française (Párizs, 1991) közölte.
Oktatászervezéssel is foglalkozott, harcolt a jobb oktatási és kutatási feltételek megteremtéséért és a Babeș–Bolyai Tudományegyetem multikulturális jellegének megőrzéséért, fejlesztéséért.

## Tudományos tisztség
- A Román Tudományos Akadémia tagja (1998)[4]

## Kötetei
- Мезарош Н. И.: Стратиграфия и фауна моллюсков палеогеновых отложений Трансильванского бассейна[5] (1954) - doktori disszertáció
- Fauna de moluste a depozitelor paleogene din nord-vestul Transilvaniei (1957);
- Lumi dispărute (1969); Coloşi printre vieţuitoarele străvechi (1976);
- Az őslények megmagyarázzák a kontinensek fejlődését (társszerző: Iustinian Petrescu), (1979);
- Geológiai kislexikon (társszerkesztők Brassói Fuchs Herman, Gábos Lajos, Imreh József, Köblös Antal, Makkai János, Tőkés Tibor, Újvári József. 1983);
- Befejeződött a jégkorszak? (1984).

## Egyetemi jegyzetei
- Általános geológia (Kolozsvár, 1958);
- Geologie istorică I-III (Kolozsvár, 1971-73);
- Stratigrafia I-II (Kolozsvár, 1981);
- Cuaternar (Kolozsvár, 1990).